# Back to Life (Album)
Back to Life ist das neunte Studioalbum der deutsch-französischen Popsängerin Sandra. Es erschien am 27. März 2009 bei Virgin Records.

## Entstehung und Veröffentlichung
Back to Life wurde von Jens Gad produziert, der gemeinsam mit Toby Gad auch die meisten Instrumente spielte beziehungsweise programmierte. Nur bei Say Love spielten und programmierten  zudem Anders Wikstroem und Frederik Thomander. Bei diesem Song sang auch O. G. Mendes mit, bei der zweiten Single The Night Is Still Young hingegen Thomas Anders. Zahlreiche zusätzliche Musiker schrieben und produzierten das Album mit. Put Some 80ies in It wurde zusätzlich von Michael Kunzi, Tuneverse und Zippy Davids produziert. Never Before stammt von Axel Breitung, der den Song auch produzierte.

## Titelliste
| #  | Titel                                          | Autor(en)                                                                   | Produzent(en)                                    | Länge |
| -- | ---------------------------------------------- | --------------------------------------------------------------------------- | ------------------------------------------------ | ----- |
| 1  | R U Feeling Me                                 | Toby Gad, Faith Trent, Nina Ossov                                           | Jens Gad                                         | 3:42  |
| 2  | Once In A Lifetime                             | Toby Gad, Audrey Martells                                                   | Jens Gad                                         | 3:52  |
| 3  | In a Heartbeat                                 | Jim Dyke, Toby Gad                                                          | Jens Gad                                         | 3:37  |
| 4  | The Night Is Still Young (feat. Thomas Anders) | Toby Gad, Audrey Martells                                                   | Jens Gad                                         | 3:20  |
| 5  | Just Like Breathing                            | Sam Lorber, Toby Gad, Madeline Stone                                        | Jens Gad                                         | 3:46  |
| 6  | Never Before                                   | Axel Breitung                                                               | Axel Breitung                                    | 4:15  |
| 7  | Always On My Mind                              | Toby Gad, Kristin Steiv, Shayna Steiv                                       | Jens Gad                                         | 3:18  |
| 8  | Behind Those Words                             | Alex Geringas, Jade Ell                                                     | Jens Gad                                         | 3:04  |
| 9  | What If                                        | Toby Gad, Jadyn Maria                                                       | Jens Gad                                         | 2:49  |
| 10 | Say Love                                       | Fredrik Thomander, Anders Wikström, Agnes Carlsson                          | Jens Gad                                         | 3:29  |
| 11 | These Moments                                  | Michael Cretu, Jens Gad                                                     | Jens Gad                                         | 3:23  |
| 12 | Put Some 80ies In It                           | Michael Kunzi, Christian Königseder, Alexander Komlew, Caroline von Brünken | Zippy Davids, Jens Gad, Michael Kunzi, Tuneverse | 3:30  |
| 13 | I Want You                                     | Toby Gad, Jaqueline Nemorin                                                 | Jens Gad                                         | 3:51  |
| 14 | Tête à tête                                    | Jens Gad, Sandra Lauer, Fabrice Cuidad                                      | Jens Gad                                         | 3:45  |
| 15 | Who I Am                                       | Toby Gad, Willa Ford                                                        | Jens Gad                                         | 4:06  |

## Chartplatzierungen
| ChartsChartplatzierungen | Höchstplatzierung | Wochen |
| ------------------------ | ----------------- | ------ |
| Deutschland (GfK)        | 26 (3 Wo.)        | 3      |
| Schweiz (IFPI)           | 68 (3 Wo.)        | 3      |